# Osmokruhovićeva buna
Osmokruhović ili Osmokruović, Stefan, (?, prva polovica 17. st. – ?, 1666.), veliki sudac Križevačke kapetanije, koja je obuhvaćala dio sjeverozapadne Hrvatske. Nazivao se i Osmokruh, Osmokrug i Osmokruč. Uz potporu koprivničkoga i ivaničkoga velikog suca pokrenuo je 1665. u Varaždinskome generalatu bunu krajišnika protiv austrijskih časnika. Buna je izbila zbog kršenja i zloupotreba krajiških povlastica ustanovljenih 1630. u Statuta Valachorum Smatrajući sebe zapovjednikom krajišnika, koji je podređen izravno caru, Osmokruhović je zahtijevao da se krajišnicima prizna pravo vlasništva na zemlje između Save i Drave. Koristeći neslogu pobunjenika, bunu je 1666. ugušio austrijski vicegeneral Ivan Josip Herberstein. Ubrzo potom Osmokruhović je zajedno sa svojim suradnicima bio osuđen na smrt zbog veleizdaje. Nakon te bune gotovo je nestalo krajiške upravno-sudske autonomije; mjesta krajiških velikih sudaca više nisu bila popunjavana, a sve važne funkcije prebačene su u djelokrug vojnih zapovjednika, velikih kapetana.